# Associação de Jornalistas e Escritoras do Brasil
A Associação de Jornalistas e Escritoras do Brasil é uma associação sem fins lucrativos, fundada em 8 de abril de 1970, na cidade de Curitiba, pela escritora Hellé Velloso Fernandes.